# 峯島茂兵衛 (1850年生の実業家)
峯島 茂兵衛（峰島 茂兵衛、みねしま もへい、旧姓・瀬尾、1850年12月10日（嘉永3年11月7日） - 1916年（大正5年）10月24日）は、日本の商人（尾張屋、質商）、東京の大地主、資産家、実業家。尾張屋銀行頭取。尾張屋信託社長。族籍は東京府平民。峯島茂兵衛6代目。先代の峯島喜代が土地の暴騰で莫大な資産を築き、それを継承した。

## 人物
埼玉県南埼玉郡武里村（現・春日部市）・瀬尾傳兵衛の二男。瀬尾六太郎の弟。幼名を作次郎という。尾張屋5代目の峯島喜代（キヨ）の養子となり1888年、家督を相続する。資産家として知られる。住所は東京日本橋元浜町。

## 尾張屋銀行
明治33（1900）年に、「尾張屋」傘下の質屋に金融を行っていた部門を独立させ、尾張屋銀行を創設し、7店舗まで支店を増やしたが、昭和2（1927）年に昭和恐慌の影響で昭和銀行に吸収合併された。当時倒産する銀行も多かったなか、尾張屋銀行は引き出しにはすべて応じ、尾張屋グループの信用はさらに上がったという。明治44（1911）年に不動産の管理運用のために設立された尾張屋信託は大正11年に尾張屋土地に商号変更し、6代茂兵衛が初代社長に就任した。

## 家族・親族
峯島家
江戸時代、尾張屋は質店、古着商を営んでいた。江戸時代には際立った資産家という程ではなく普通の質屋であった。喜代は明治・大正期に不動産・金融業としての尾張屋の業容を築く。広部銀行頭取の広部清兵衛は15歳の頃、尾張屋に住み込み、丁稚として4年つとめた。また弁護士・衆議院議員の高木益太郎は幼少の頃、尾張屋質店の丁稚小僧に出されていた。墓所は大久寺で、元は下谷車坂（台東区）にあった。
- 養母・峯島喜代[10]（峰島きよ、1833年 - 1918年） ‐ 養祖父・3代目茂兵衛の三女。亡姉の入婿・4代目茂兵衛の後妻。明治9年に夫が71歳で没し、43歳の喜代が5代目当主となり、暴落した士族の秩禄公債を大量に買い上げ、急騰時に全て売り払って得た金で東京市内外の土地約20万坪を購入、地価高騰によりさらに利益を上げ、遺産を20倍以上に増やした。峯島家の東京市の土地所有は岩崎家、三井家に次ぐ広さとなった。また、尾張屋銀行を経営し、明治44年に尾張屋信託会社を、大正4年に峰島合資会社を創立し、投資家としても知られた。女子教育のために東京府に教育費50万円を寄付するなどし（東京府立第五高等女学校）、勲七等、宝冠章を授与された。[5][7][13][8][14][15]
- 妻・こう（1865年 - ?、東京、峯島茂八の長女）[5]
- 養子・茂兵衛（1893年 - 1982年、東京、峯島松太郎の弟[16]、質商、尾張屋銀行頭取） - 1916年、茂兵衛の養子となり、家督を相続する[16]。